# Peso formula
Il peso formula di un composto chimico è l'equivalente del peso molecolare per i composti ionici, che non hanno una molecola esattamente definita. 
È definito come la somma delle masse atomiche degli atomi che costituiscono la formula minima del composto.